# Daniel Šaškin
Daniel Šaškin (8. srpnja 1976.), proslavljeni hrvatski vozač relija iz Poreča. Osobito uspješan u hrvatskim domaćim i otvorenim relijima. Pobijedio je na domaćim hrvatskim relijima četiri puta, na Rallyju Poreč 2008. godine u posadi s Damirom Brunerom, 2005. na Martinskom Rallyju, Rallyju Kumrovec 2013., 15 puta bio je na pobjedničkom postolju, 24 puta pobijedio je na dionicama utrka, a sa suvozačem Damirom Brunerom pobijedio je 3 puta. 
Natjecao se na 41. Rallyju Dakar sa suvozačem Sašom Bittermanom, prvom reliju iz te serije koji se održao u Južnoj Americi. Završio ga je na 35. mjestu u ukupnom poretku a u svojoj klasi mu je postolje izmaknulo za jedno mjesto. Među deset etapa bili su po jednom treći, drugi i prvi.  Vozili su egzotično vozilo francuskog BBR Teama Can Am Maverick X3 koje spada u kategoriju između automobila i motocikla, tzv. »side by side«. Bili su dio CRO Dakar Teama u kojem su te godine natjecali se trofejni slovenski rally as Darko Pehljan i kao savjetnik Zagrepčanin Marin Frčko. Šaškin je i 2009. sudjelovao na dakarskom rallyju, u tandemu s Damirom Brunerom, ali nisu stigli dalje od šeste etape, jer vozilo nije podnijelo uvjete.

### Croatia Rally
Uz nastupe na automobilističkim natjecanjima u Hrvatskoj i inozemstvu, Šaškin je iskazao interes za organizacijski segment. Tako je u Poreč 2010. godine doveo brojne proslavljene automobiliste u sklopu manifestacije Rally All Stars. Unatoč uspješnoj organizaciji na parkiralištu "Vrtovi", manifestacija nije doživjela drugo izdanje. Kad je Hrvatski auto i karting savez doveo Croatia Rally u Istru 2013. godine, Šaškinu se rodila ideja natjecanje koje se u tom trenutku bodovalo za Europsko prvenstvo promovirati u kalendar Svjetskog prvenstva. Zajedno s partnerom Marinom Frčkom, nakon višegodišnjeg lobiranja uspio je u svojoj nakani te Croatia Rally 10. listopada 2020. godine na sjednici World Motorsport Councila uvršten u kalendar natjecanja za 2021. godinu kao treća postaja FIA WRC natjecanja. Utrka je uspješno organizirana i odlično ocijenjena u domaćim i stranim medijima, a organizatoru Croatia Rallyja ponuđen je novi, trogodišnji ugovor. 
“Primili smo brojna pisma, među kojima i ono predsjednika Republike Hrvatske Zorana Milanovića. Vrlo su ponosni i sretni. Rekli su da bi željeli pridonijeti našem partnerstvu još i više u budućnosti. Smatraju da smo napravili dobar posao i da su ljudi koji su stigli izvan Hrvatske bili ugodno iznenađeni. Mislili su da će brzinski ispiti biti dosadni i nisu znali gdje dolaze. No, bili su sretni i ono što je stvarno važno reliju i autosportu u Hrvatskoj koji su u maloj krizi, ovo je bila iskra koja bi ga mogla dignuti tamo gdje zaslužuje biti”, izjavio je Šaškin po završetku povijesnog, prvog WRC Croatia Rallyja.
Iako je Croatia Rally 2021. održan tijekom pandemije Covid-19, brojni su znatiželjnici pratili nadmetanja svjetskih automobilističkih asova uz stazu. Potencijal priredbe prepoznala je i Vlada RH te je 23. rujna 2021. godine donijela Zaključak o sufinanciranju troškova organizacije Croatia Rallyja u 2022., 2023. i 2024. godini s po 7,5 milijuna kuna godišnje. Popuštanje epidemioloških mjera moglo bi donijeti značajan broj posjetitelja Croatia Rallyja 2022. godine, prema procjenama organizatora uz brzinske bi ih ispite moglo biti više od 300.000.